# チャハル右翼中旗
チャハル右翼中旗（チャハルうよくちゅうき、モンゴル語：ᠴᠠᠬᠠᠷ
ᠪᠠᠷᠠᠭᠤᠨ
ᠭᠠᠷᠤᠨ
ᠳᠤᠮᠳᠠᠳᠤ
ᠬᠣᠰᠢᠭᠤ　転写：Čaqar baraɣun ɣarun dumdadu qosiɣu）は、中華人民共和国内モンゴル自治区ウランチャブ市に位置する旗。地方政府はホーボル・バルガス（科布爾鎮）にある。略称は察右中旗。
鉱産で有名であり、区域内では金、銀、鉄、石綿、石英、カリウム長石、石灰石、大理石、銅、アルミニウム、マンガン、石墨等30種あまりが採掘され、近年は石英と石灰石が主要な鉱産物となっている。

## 行政区画

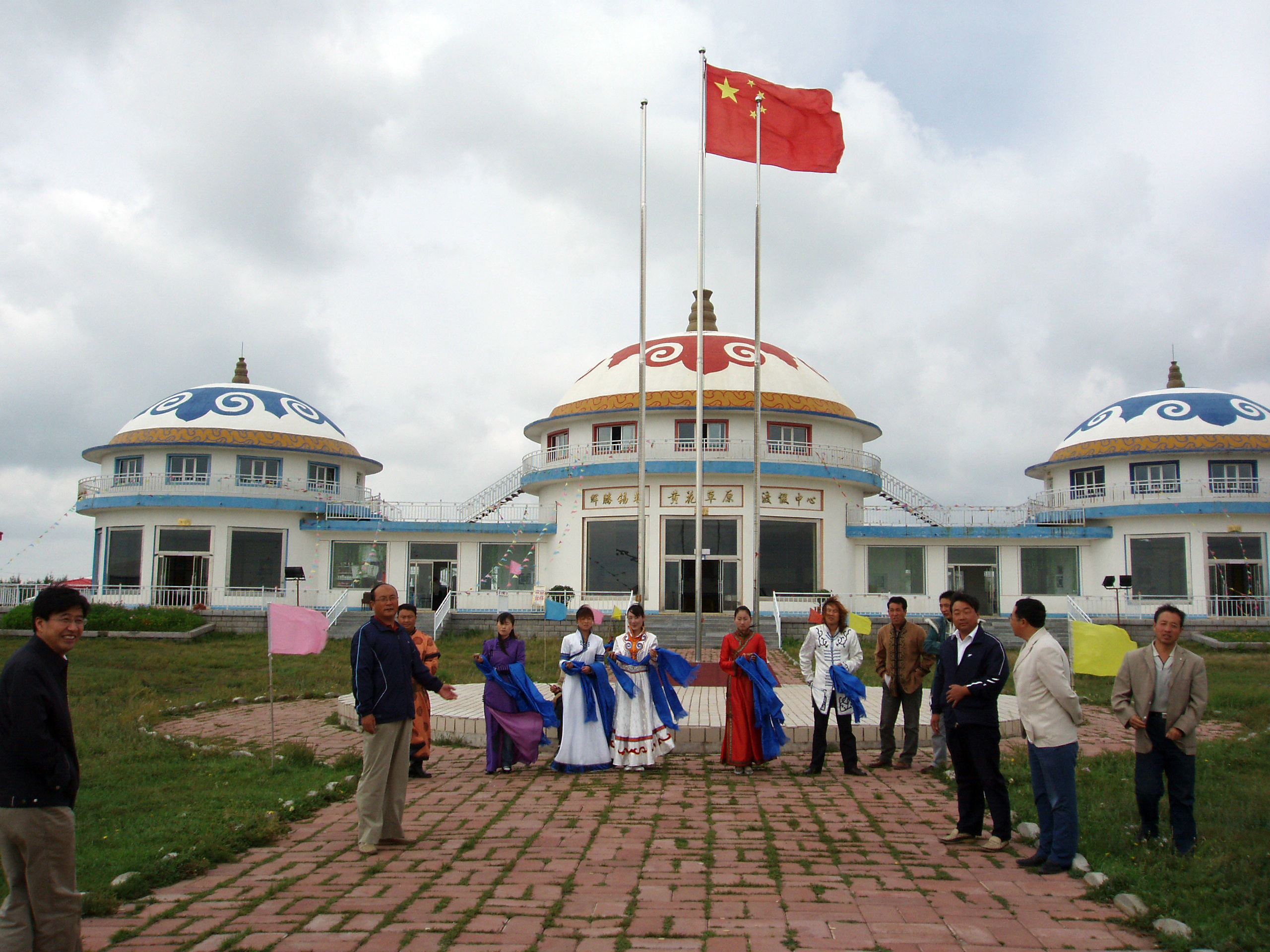
黄花溝風景区

5バルガス（鎮）、2ソム（蘇木）、4郷を管轄
- バルガス（鎮）
  - ホーボル・バルガス（科布爾鎮）
  - テセグ・バルガス（鉄沙蓋鎮）
  - 黄羊城鎮
  - 広益隆鎮
  - ウスト・バルガス（烏素図鎮）
- ソム（蘇木）
  - フレー・ソム（庫倫蘇木）
  - ウランハヤー・ソム（烏蘭哈頁蘇木）
- 郷
  - 大灘郷
  - 宏盤郷
  - バイン（巴音）郷
  - 土城子郷

## 観光
- フイテンシル（輝騰錫勒）草原[1]
  - フイテンシル（輝騰錫勒）風力発電所
  - シャル・チチグ・ホンホル（黄花溝）風景区